# Radelca
Radelca – wieś w Słowenii, w gminie Radlje ob Dravi. W 2018 roku liczyła 99 mieszkańców.